# Станишешти (Бакау)
Станишешти (рум. Stănişeşti) насеље је у Румунији у округу Бакау у општини Станишешти. Oпштина се налази на надморској висини од 239 m.

## Становништво
Према подацима из 2002. године у насељу је живело 4737 становника, од којих су сви румунске националности.

### Хронологија
| Година       | 1992 | 1993 | 1994 | 1995 | 1996 | 1997 | 1998 | 1999 | 2000 | 2001 | 2002 | 2003 | 2004 | 2005 | 2006 | 2007 | 2008 | 2009 | 2010 | 2011 | 2012 | 2013 | 2014 | 2015 | 2016 | 2017 |
| ------------ | ---- | ---- | ---- | ---- | ---- | ---- | ---- | ---- | ---- | ---- | ---- | ---- | ---- | ---- | ---- | ---- | ---- | ---- | ---- | ---- | ---- | ---- | ---- | ---- | ---- | ---- |
| Становништво | 5219 | 5177 | 5119 | 5070 | 5003 | 4985 | 4943 | 4947 | 4978 | 5016 | 4987 | 4987 | 4942 | 4953 | 4978 | 4964 | 4960 | 4970 | 4925 | 4892 | 4903 | 4867 | 4826 | 4777 | 4709 | 4672 |